# Maechidius clypealis
Maechidius clypealis är en skalbaggsart som beskrevs av Blackburn 1894. Maechidius clypealis ingår i släktet Maechidius och familjen Melolonthidae. Inga underarter finns listade i Catalogue of Life.